# Nicolas Verdier
Nicolas Verdier, est un footballeur français, né le 17 janvier 1987 à Nice (Alpes-Maritimes). Il évolue actuellement comme attaquant.

## Carrière

### Début de carrière en France
Après avoir joué dans divers clubs tels que l'AS Cannes ou Draguignan, il rejoint en 2011 le Gazélec Ajaccio qui évolue alors en National. Sous ses nouvelles couleurs, il remporte la promotion en Ligue 2 grâce à la 3e place du club au classement du National à l'issue de la saison 2011-2012. Le Gazélec atteint par ailleurs les demi-finales de la Coupe de France. À titre personnel, Verdier termine 5e buteur de National avec 14 buts. La saison suivante, il ne peut éviter la relégation du club, qui termine 20e et dernier de Ligue 2.
En fin de contrat avec le Gazélec Ajaccio, Nicolas Verdier s'engage en juin 2013 pour deux ans avec le Stade brestois. Il inscrit son premier but sous le maillot brestois le 12 août 2013 lors d'une victoire à domicile face à Istres (3-1). À l'issue de sa première saison à Brest, il termine meilleur buteur du club en championnat avec un total de dix buts. Lors de ses retrouvailles avec le club corse le 24 octobre 2014, il est sérieusement touché lors d'un contact avec Filippi qui nécessitera quatorze points de suture.

### Passage en Belgique
Le 8 janvier 2015, il est transféré au FC Malines, club de première division Belge avec lequel il signe pour deux ans et demi.
À l'été 2017, il signe au KAS Eupen. N'ayant pas beaucoup de temps de jeu, il est prêté lors du mercato d'hiver au FC Malines. En fin de saison le KAS Eupen le laisse libre.

### Retour en France
Il signe au Stade lavallois à l'été 2018, où il est l'un des plus gros salaires, puis au Red Star FC à l'été 2019 et enfin à l'AS Cannes à l'été 2020.
En 2021 il signe à l'AS Esterel en première division du district du Var.

## Statistiques
| Saison    | Club            | Championnat | Championnat | Championnat | Coupe nationale | Coupe nationale | Coupe de la Ligue | Coupe de la Ligue | Total | Total |
| Saison    | Club            | Division    | M.          | B.          | M.              | B.              | M.                | B.                | M.    | B.    |
| 2011-2012 | Gazélec Ajaccio | National    | 33          | 14          | 8               | 2               | 0                 | 0                 | 41    | 16    |
| 2012-2013 | Gazélec Ajaccio | Ligue 2     | 23          | 4           | 3               | 1               | 0                 | 0                 | 26    | 5     |
| 2013-2014 | Stade brestois  | Ligue 2     | 33          | 10          | 2               | 2               | 1                 | 0                 | 36    | 12    |
| 2014-2015 | Stade brestois  | Ligue 2     | 10          | 2           | 0               | 0               | 1                 | 0                 | 11    | 2     |
| 2014-2015 | FC Malines      | Division 1  | 14          | 1           | 1               | 0               | 0                 | 0                 | 15    | 1     |
| 2015-2016 | FC Malines      | Division 1  | 33          | 8           | 2               | 2               | 0                 | 0                 | 35    | 10    |
| 2016-2017 | FC Malines      | Division 1A | 35          | 9           | 2               | 0               | 0                 | 0                 | 37    | 9     |
| 2018-2019 | Stade lavallois | National    | -           | -           | -               | -               | -                 | -                 | 0     | 0     |